# Myrcia eugenioides
Myrcia eugenioides là một loài thực vật có hoa trong Họ Đào kim nương. Loài này được (Cambess.) D.Legrand mô tả khoa học đầu tiên năm 1958.